# اتیلن گلیکول
اتیلن گلیکول یا اتیل گلایکول یا مونو اتیلن گلیکول یک ترکیب ارگانیک با ۲ فرمول C2H6O2 و CH2OH)2) است. اساساً به دو منظور مورد استفاده قرار می‌گیرد. این ماده به عنوان یک ماده خام در تولید الیاف پلی استر مورد استفاده قرار می‌گیرد و همچنین برای فرمولاسیون محصولات ضدیخ استفاده می‌شود. اتیلن گلیکول مایع غلیظی (ویسکوز) بی‌رنگ و بی‌بو و شیرین مزه است.
اتیلن گلیکول بسیار سمی است و به ویژه حیوانات خانگی در معرض مسمومیت‌های ناشی از نشتی این مایع از وسایلی که از آن استفاده می‌کنند، هستند.
اتیلن گلایکول به طور گسترده در تجارت و صنعت، عمدتاً به عنوان ضد یخ و خنک‌ کننده مورد استفاده قرار می گیرد. این عمل برای محافظت از موتورهای خودرو در برابر یخ زدگی در زمستان و جلوگیری از گرمای بیش از حد آن در تابستان است. علاوه بر این، به عنوان یک سیال انتقال حرارت در مبردهای صنعتی برای کمپرسورهای گاز و در سیستم های گرمایش، تهویه و تهویه مطبوع (HVAC) عمل می کند.
علاوه بر این، اتیلن گلایکول یک ماده اولیه کلیدی در تولید محصولات مختلف، از جمله الیاف پلی استر مورد استفاده در لباس، مبلمان، فرش و بالش و همچنین فایبرگلاس است که در مواردی مانند جت اسکی، وان حمام و توپ های بولینگ استفاده می شود.

## مونو اتیلن گلیکول
مونو اتیلن گلیکول (MEG) ساده‌ترین ترکیب از گلیکول‌ها است که با نام‌های ۱ و ۲- اتان دی اُل، اتیلن الکل، ۱ و ۲- دی هیدروکسی اتان و اسید هیدروکربنوس نیز شناخته می‌شود. برای تولید این ترکیب آلی، مواد اولیه اتیلن در صنعت به مصرف می‌رسد. در این فرایندها، ترکیب حدواسط اتیلن اکساید تشکیل می‌شود که در نهایت، با آب واکنش داده و ۱ و ۲- اتان دی اُل به دست می‌آید. این واکنش‌ها در حضور یک کاتالیزور یا تحت شرایط قلیایی یا اسیدی اتفاق می‌افتند. محصول نهایی، مونو اتیلن گلیکول است که با حداکثر درصد خلوص ۹۰٪ تولید می‌شود.
مونو اتیلن گلیکول یکی از رایج‌ترین ترکیبات آلی با خاصیت ضدیخ و ضد انجماد است. اتیلن گلیکول برای تهیه رزین‌های پلی استر به کار می‌رود؛ همچنین این ترکیب، جزء اصلی فرمولاسیون محصولات ضدیخ می‌باشد. ترکیبات مشابه اتیلن گلیکول عبارتند از: دی اتیلن گلیکول، تری اتیلن گلیکول و بوتیل گلیکول می‌باشد.

## طرز ساخت
اتیلن گلیکول از اتیلن (اتیل)، از طریق اتیل اتیلن متوسط تولید می‌شود. اتیل اتیل با آب برای تولید اتیلن گلیکول با توجه به معادله شیمیایی واکنش می‌دهد:
C2H4O + H2O → HO−CH2CH2−OH

این واکنش می‌تواند توسط هر دو اسیدها یا پایه‌ها کاتالیز شود، یا می‌تواند در pH خنثی در دمای بالا رخ دهد. بالاترین میزان تولید اتیلن گلیکول در pH اسیدی یا خنثی با بیش از حد زیاد آب رخ می‌دهد. در این شرایط، تولید اتیلن گلیکول ۹۰٪ می‌تواند حاصل شود. ضایعات اصلی آلژینات دی اتیلن گلیکول، تری اتیلن گلیکول و تترا اتیلن گلیکول هستند. جداسازی این الیگومرها و آب انرژی فراوانی دارد. حدود ۶٬۷ میلیون تن سالانه تولید می‌شوند. انتخابی بالاتر با استفاده از فرایند OMEGA Shell به دست می‌آید. در فرایند OMEGA اکسید اتیلن ابتدا با دی‌اکسید کربن (CO2) به کربنات اتیلن تبدیل می‌شود. این حلقه با یک کاتالیزور پایه هیدرولیز شده در مرحله دوم برای تولید مونو اتیلن گلیکول در انتخاب ۹۸٪ انتخاب می‌شود. دی‌اکسید کربن در این مرحله دوباره آزاد می‌شود و می‌تواند دوباره به مدار پروسه تبدیل شود. دی‌اکسید کربن بخشی از تولید اکسید اتیلن است، در حالی که بخشی از اتیلن به‌طور کامل اکسید شده‌است. اتیلن گلیکول از مونوکسید کربن در کشورهای با ذخایر زغال‌سنگ بزرگ و مقررات زیست‌محیطی کمتر محسوب می‌شود. کربناته شدن اکسیداتیو متانول به دی متیل اگزالات یک رویکرد امیدبخش برای تولید اتیلن گلیکول مبتنی بر C1 است. هیدروژن با کاتالیزور مس: دی متیل اکسلات را می‌توان به اتیلن گلیکول با بازده بالا (۹۴٫۷٪ تبدیل کرد)
متانول بازیافت می‌شود بنابراین تنها مونوکسید کربن، هیدروژن و اکسیژن مصرف می‌شود. یک گیاه با ظرفیت تولید ۲۰۰۰۰۰ تن اتیلن گلیکول در سال در مغولستان داخلی، دومین گیاه با ظرفیت ۲۵۰۰۰۰ تن در سال در سال ۲۰۱۲ در هنان بود. [۸] از سال ۲۰۱۵، چهار گیاه در چین با ظرفیت ۲۰۰۰۰۰ تن در هر سال، حداقل ۱۷ مورد دیگر برای فعالیت دارند.

## مسیرهای بیولوژیکی
قارچ Galleria mellonella توانایی باکتری‌های روده را برای تخریب پلی اتیلن (PE) به اتیلن گلیکول دارد.

## مسیرهای تاریخی
طبق اکثر منابع، شارلز آدولف وورتز (۱۸۸۴–۱۸۱۷)، شیمیدان فرانسوی، اتیلن گلیکول را در سال ۱۸۵۶ آماده کرد. او ابتدا «اتیلن یدید» (C2H4I2) با استات نقره را درمان کرد و سپس «دی اتاتان اتیلن» با هیدروکسید پتاسیم هیدرولیز شد. وورتز ترکیب جدید خود را «گلیکول» نامید زیرا با هر دو اتیل الکل (با یک گروه هیدروکسیل) و گلیسیرین (با سه گروه هیدروکسیل) به اشتراک گذاشته شد. در سال ۱۸۵۹، وورتز اتیلن گلیکول را از طریق هیدراتاسیون اتیلن اکسید تهیه کرد. به نظر می‌رسد قبل از جنگ جهانی اول هیچ تولید تجاری یا کاربردی از اتیلن گلیکول وجود نداشته‌است، زمانی که از اتیلن دی کلرید در آلمان ساخته شد و به عنوان یک جایگزین برای گلیسرول در صنعت مواد منفجره استفاده می‌شود.
در ایالات متحده، تولید نیمه تقطیر اتیلن گلیکول از طریق اتیلن کلر هیدرین در سال ۱۹۱۷ شروع شد. اولین کارخانه بزرگ گلیکول تجاری در سال ۱۹۲۵ در چارلستون جنوبی، ویرجینیای غربی، توسط کاربید و کربن شیمیایی شرکت (در حال حاضر Union Carbide Corp.). تا سال ۱۹۲۹، اتیلن گلیکول توسط تقریباً تمام تولیدکنندگان دینامیت مورد استفاده قرار گرفت. در سال ۱۹۳۷، کاربید اولین کارخانه را بر اساس فرایند لورفت برای اکسیداسیون اتیلن با اتیلن اکسید کرد. کاربید انحصار پروسه اکسیداسیون مستقیم را تا سال ۱۹۵۳ حفظ کرد، زمانی که روند طراحی علمی تجاری شد و برای مجوزها ارائه شد.

## اطلاعات ایمنی و شرایط نگهداری
طبق اطلاعات درج شده در برگه ایمنی و ملاحظات شیمیایی مونو اتیلن گلیکول، در خصوص استفاده از ترکیب آلی سمی، توجه به موارد زیر، بسیار اهمیت دارد:
- اتیلن گلیکول دارای بخارات به شدت سمی است. تنفس بخارات آن موجب مسمومیت می‌شود.
- نقطه اشتعال اتیلن گلیکول، ۱۱۱ درجه سانتی گراد است، بنابراین هرگز بسته‌های حاوی این ماده را در مجاورت گرما یا منابع تولید جرقه و آتش نگهداری نکنید.
- بشکه‌های مونو اتیلن گلیکول را دور از ظروف و مخازن حاوی اسیدها یا سایر ترکیبات شیمیایی فعال نظیر قلیاها و اکسید کننده‌ها نگهداری کنید.
- محل انبار باید از تهویه قوی و مناسب برخوردار باشد.
- کلیه افرادی که با اتیلن گلیکول سروکار دارند باید لباس کار مخصوص، عینک، ماسک و دستکش داشته باشند.
- ظروف مخصوص نگهداری اتیلن گلیکول باید دارای برچسب اطلاعات ایمنی باشد.
- در ظروف و بشکه‌های اتیلن گلیکول باید همیشه محکم بسته باشد.
- تماس طولانی با مونو اتیلن گلیکول اثرات بسیار مخربی بر کلیه‌ها و کبد و سیستم عصبی افراد می‌گذارد.
- این ماده می‌تواند پوست، چشم‌ها و سیستم تنفسی را بسیار تحریک کند.

## کاربردها
اتیلن گلیکول عمدتاً در فرمولاسیون ضدیخ (۵۰٪) و به عنوان یک ماده خام در ساخت پلی استر مانند پلی اتیلن ترفتالات (PET) (40%) استفاده می‌شود.

## کاربردهای مونو اتیلن گلیکول
- استفاده به عنوان یک ماده اولیه برای تهیه پلیمرهایی همچون پلی استرها و پلی اتیلن ترفتالات
- کاربرد در فرمولاسیون ضدیخ در خودروها
- کاربرد به عنوان یک ماده خنک‌کننده و تسهیل‌کننده انتقال حرارت در سیستم‌های تهویه مطبوع
- عامل جلوگیری کننده از انجماد آب در داخل چیلرها و تجهیزات خنک‌کننده در صنایع
- کاربرد به عنوان یک ترکیب آب زدا برای حذف مولکول‌های آب از گاز طبیعی
- استفاده از مونو اتیلن گلیکول برای سنتز برخی از ترکیبات آلی کربونیل دار
- کاربرد در صنایع لاستیک سازی
- استفاده در صنایع تولید انواع رزین‌های پلیمری

### خنک‌کننده و عامل انتقال گرما
استفاده عمده از اتیلن گلیکول به عنوان یک وسیله برای انتقال حرارت کنتراست در، به عنوان مثال،  در خودرو و رایانه‌های قدرتمند ، مایع خنک‌کننده است. اتیلن گلیکول نیز معمولاً در سیستم‌های تهویه مطبوع آب سرد استفاده می‌شود که هر دو از چیلر یا تهویه هوا در خارج یا سیستم‌هایی است که باید زیر دمای یخ زدایی آب قرار بگیرند. در سیستم‌های گرمایی / خنک‌سازی ژئوترمال، اتیلن گلیکول مایع است که از طریق استفاده از یک پمپ گرمایی زمین گرمایی گرما را حمل می‌کند. اتیلن گلیکول انرژی را از منبع (دریاچه، اقیانوس، آب آب) به دست می‌آورد یا گرما را به غرق می‌کند، بسته به اینکه آیا سیستم برای گرم کردن یا خنک‌سازی استفاده می‌شود.
اتیلن گلیکول خالص ظرفیت گرمایی خاصی دارد که تقریباً نصف آن آب است؛ بنابراین، در حالی که حفاظت در برابر انجماد و نقطه افزایش جوش افزایش می‌یابد، اتیلن گلیکول ظرفیت گرمای ویژه مخلوط آب نسبت به آب خالص را کاهش می‌دهد. مخلوط ۱: ۱ با جرم دارای ظرفیت گرمایی ویژه حدود 3140 J / (kg · °C) (0.75 BTU / (lb · °F))، سه چهارم از آب خالص است، بنابراین نیاز به افزایش جریان جریان در یک سیستم مقایسه با آب شکل‌گیری حباب‌های بزرگ در عبورهای خنک‌کننده موتورهای احتراق داخلی به‌طور جدی جریان گرما (شار) را از این منطقه مهار می‌کند، بنابراین امکان انتقال گرما به حباب‌های کوچک وجود ندارد. حباب‌های بزرگ در گذرگاه‌های خنک‌کننده خود پایدار یا بزرگتر می‌شوند، با تقریباً از دست دادن کامل خنک‌کننده در آن نقطه. با MEG خالص، نقطه داغ باید ۲۰۰ درجه سانتیگراد باشد (۳۹۲ درجه فارنهایت). خنک‌سازی به علت اثرات دیگر مانند پیش‌نویس هوا از فن و غیره (در تجزیه و تحلیل هسته خالص) در جلوگیری از تشکیل بزرگ حباب کمک خواهد کرد.
رابطه غلظت اتیلن گلیکول و دمای انجماد:
| Weight percent EG (%) | Freezing point (°F) | Freezing point (°C) |
| ۰                     | ۳۲                  | ۰                   |
| ۱۰                    | ۲۵                  | −۴                  |
| ۲۰                    | ۲۰                  | −۷                  |
| ۳۰                    | ۵                   | −۱۵                 |
| ۴۰                    | −۱۰                 | −۲۳                 |
| ۵۰                    | −۳۰                 | −۳۴                 |
| ۶۰                    | −۵۵                 | −۴۸                 |
| ۷۰                    | −۶۰                 | −۵۱                 |
| ۸۰                    | −۵۰                 | −۴۵                 |
| ۹۰                    | −۲۰                 | −۲۹                 |
| ۱۰۰                   | ۱۰                  | −۱۲                 |

رابطه غلظت اتیلن گلیکول و دمای جوش
| Weight Percent EG (%) | Boiling Point (°F) | Boiling Point (°C) |
| ۰                     | ۲۱۲                | ۱۰۰                |
| ۱۰                    | ۲۱۵                | ۱۰۲                |
| ۲۰                    | ۲۱۵                | ۱۰۲                |
| ۳۰                    | ۲۲۰                | ۱۰۴                |
| ۴۰                    | ۲۲۰                | ۱۰۴                |
| ۵۰                    | ۲۲۵                | ۱۰۷                |
| ۶۰                    | ۲۳۰                | ۱۱۰                |
| ۷۰                    | ۲۴۰                | ۱۱۶                |
| ۸۰                    | ۲۵۵                | ۱۲۴                |
| ۹۰                    | ۲۸۵                | ۱۴۰                |
| ۱۰۰                   | ۳۸۷                | ۱۹۷                |

### ضدیخ
اتیلن گلیکول هنگامی که در آب حل می‌شود، هیدروژن را مختل می‌کند. اتیلن گلیکول خالص در حدود -۱۲ درجه سانتیگراد (۱۰٫۴ درجه فارنهایت) سرد می‌شود، اما هنگام مخلوط شدن با آب، مخلوط به راحتی کریستال نمی‌شود و بنابراین نقطهٔ انجماد مخلوط کاهش می‌یابد. به‌طور خاص، مخلوطی از ۶۰٪ اتیلن گلیکول و ۴۰٪ آب در دمای -۴۵ °C (-49 درجه فارنهایت) انجماد می‌یابد. [۳] دی اتیلن گلیکول رفتار مشابهی دارد. این به عنوان یک مایع ضد انجماد برای شیشه‌های جلو و هواپیما استفاده می‌شود. و به عنوان جزئی از ترکیبات مورد استفاده برای نگهداری بافت‌ها و اعضا در دمای پایین مورد استفاده قرار می‌گیرد. ترکیب اتیلن گلیکول و آب نیز می‌تواند به صورت شیمیایی به عنوان کنسانتره / ترکیب / مخلوط / محلول گلیکول شناخته شود.
با این حال، نقطه جوش برای اتیلن گلیکول آبی به‌طور یکنواخت افزایش می‌یابد با افزایش درصد اتیلن گلیکول؛ بنابراین، استفاده از اتیلن گلیکول نه تنها نقطه انجماد را کاهش می‌دهد، بلکه نقطه جوش را نیز افزایش می‌دهد به‌طوری‌که محدوده عملیاتی انتقال حرارت انتقال در هر دو انتهای مقیاس درجه حرارت گسترش می‌یابد. افزایش دمای جوش به این علت است که اتیلن گلیکول خالص دارای نقطه جوش بسیار بالاتر و فشار بخار پایین‌تر نسبت به آب خالص است.

## پیش نیاز ساخت پلی استر
در صنایع پلاستیک، اتیلن گلیکول پیش نیاز مهم برای تولید الیاف و رزین‌های پلی استر است. پلی اتیلن ترفتالات، مورد استفاده برای ساخت بطری‌های پلاستیکی برای نوشیدنی‌های غیر الکلی، از اتیلن گلیکول تهیه می‌شود.

### استفاده‌های دیگر جستارهای وابسته

#### ماده خشک‌کننده
اتیلن گلیکول در صنعت گاز طبیعی برای حذف بخار آب از گاز طبیعی قبل از پردازش بیشتر استفاده می‌شود، به‌طور مشابه همانند تری اتیلن گلیکول (TEG).

#### مهار هیدرات
به دلیل نقطه جوش بالا و وابستگی به آب، اتیلن گلیکول یک ماده خشک‌کننده مفید است. اتیلن گلیکول به‌طور گسترده‌ای برای جلوگیری از تشکیل کلرادات های گاز طبیعی (هیدرات‌ها) در خطوط لوله چند فاز طولانی  که گاز طبیعی را از میدان‌های گازی دور به یک مرکز پردازش گاز انتقال می‌دهند. اتیلن گلیکول را می‌توان از گاز طبیعی بازیابی کرد و پس از تصفیه، به عنوان یک مهار کننده مجدداً استفاده می‌شود که آب و نمک‌های معدنی را از بین می‌برد.
گاز طبیعی توسط اتیلن گلیکول خشک می‌شود. در این برنامه، اتیلن گلیکول از بالای برج عبور می‌کند و با مخلوطی از بخار آب و گازهای هیدروکربنی مواجه می‌شود. خروجی خشک از بالای برج. گلیکول و آب جدا شده و گلیکول بازیافت می‌شود. به جای از بین بردن آب، اتیلن گلیکول نیز می‌تواند مورد استفاده قرار گیرد برای کاهش درجه حرارت که در آن هیدرات تشکیل می‌شود. خلوص گلیکول مورد استفاده برای سرکوب هیدرات (مونو اتیلن گلیکول) معمولاً حدود ۸۰ درصد است، در حالیکه خلوص گلیکول برای کاهش آب بدن (تری اتیلن گلیکول) معمولاً ۹۵ تا ۹۹ درصد است. علاوه بر این، نرخ تزریق برای سرکوب هیدرات بسیار پایین‌تر از میزان گردش خون در یک برج خشکی گلیکول است.

### کاربردهای فرعی
استفاده‌های جزئی از اتیلن گلیکول شامل تولید خازن‌ها به عنوان یک ماده شیمیایی در تولید ۱٬۴ دیوکسان به عنوان یک افزودنی برای جلوگیری از خوردگی در سیستم‌های خنک‌کننده مایع برای رایانه‌های شخصی و در داخل دستگاه‌های لنز نوع لوله کادو از تلویزیون‌های پروجکشن عقب اتیلن گلیکول همچنین برای تولید برخی از واکسن‌ها استفاده می‌شود، اما در این تزریق‌ها به تنهایی در دسترس نیست. این ماده به عنوان ماده جانبی (۱–۲٪) در کفش لهستانی و همچنین در بعضی از رنگ‌ها و رنگ‌ها استفاده می‌شود. اتیلن گلیکول به عنوان استفاده از پوسیدگی و قارچی برای چوب استفاده می‌شود، هر دو به عنوان پیشگیری‌کننده و درمان پس از این واقعیت است. در مواردی چند مورد برای استفاده از اشیاء چوبی متولد شده به نمایش در موزه‌ها مورد استفاده قرار گرفته‌است. این یکی از تنها چند درمان است که در برخورد با پوسیدگی در قایق‌های چوبی موفق است و نسبتاً ارزان است. اتیلن گلیکول همچنین می‌تواند یکی از اجزای جزئی در راه حل‌های تمیز کردن صفحه، همراه با عنصر اصلی ایزوپروپیل الکل باشد. اتیلن گلیکول به عنوان یک نگهدارنده برای نمونه‌های بیولوژیکی، به ویژه در مدارس متوسطه، در دوران رسوب به عنوان یک جایگزین مناسب برای فرمالدئید استفاده می‌شود. همچنین به عنوان بخشی از مایع هیدرولیکی آب استفاده شده برای کنترل تجهیزات زیردریایی نفت و گاز استفاده می‌شود.
اتیلن گلیکول به عنوان یک گروه حفاظت در سنتز آلی برای محافظت از ترکیبات کربونیل مانند کتون و آلدهیدها استفاده می‌شود.

## واکنش‌های شیمیایی
اتیلن گلیکول به عنوان گروه حفاظتی برای گروه‌های کربونیل در ترکیبات آلی استفاده می‌شود. درمان کتون یا آلدهید با اتیلن گلیکول در حضور یک کاتالیزور اسیدی (به عنوان مثال، p-toluenesulfonic acid; BF3 · Et2O) به آن متصل می‌شود ۱٬۳-دیوکسولان، که به پایه و دیگر nucleophilesها مقاوم است. سپس گروه محافظ ۱٬۳-دیوکسولانی می‌تواند با هیدرولیز اسید بیشتر حذف شود. در این مثال، ایزوپرورون با استفاده از اتیلن گلیکول با اسید پنتانول سولفونیک با عملکرد متوسط حفظ شد. آب با تقطیر آسئوتروپیک برداشته شد تا تعادل را به سمت راست تغییر دهد.

## سمی بودن
اتیلن گلیکول نسبتاً سمی است و LDLo دهانی 786 mg / kg برای انسان است. [۱۹] خطر اصلی این است که طعم شیرین آن، که می‌تواند بچه‌ها و حیوانات را جذب کند. پس از مصرف، اتیلن گلیکول به اسید گلیکولیک اکسید شده‌است، که به نوبه خود اکسید شده به اسید اگزالیک است که سمی است. این محصول و سموم سمی آن ابتدا بر سیستم عصبی مرکزی، سپس قلب و در نهایت کلیه‌ها تأثیر می‌گذارد. در صورت عدم درمان، تزریق مقدار کافی می‌تواند مرگبار باشد. [۲۰] تعداد مرگ و میر در سال تنها در ایالات متحده ثبت می‌شود.
محصولات ضدعفونی برای استفاده در خودرو حاوی پروپیلن گلیکول به جای اتیلن گلیکول در دسترس هستند. آن‌ها معمولاً به عنوان استفاده ایمن تر در نظر گرفته می‌شوند، زیرا پروپیلن گلیکول به عنوان خوب به نظر نمی‌رسد [یادداشت ۱] و در بدن به اسید لاکتیک تبدیل می‌شود، یک محصول طبیعی متابولیسم و تمرین است. [۲۴]
استرالیا، انگلستان و هفده ایالت ایالات متحده (از سال ۲۰۱۲) نیاز به اضافه کردن طعم تلخ (بن تناژین بنویس) به ضدیخ دارند. در ماه دسامبر ۲۰۱۲، تولیدکنندگان ضدیخ ایالات متحده به‌طور داوطلبانه موافقت کردند تا طعم تلخ برای تمام ضدیخ را که در بازار مصرف ایالات متحده فروخته می‌شود اضافه کنیم.

## در محیط زیست
اتیلن گلیکول یک ماده شیمیایی با ماندگاری بالا است. در حدود ۱۰ روز در هوا و چند هفته در آب و خاک دوام می آورد. این محصول از طریق پراکندگی محصولات حاوی اتیلن گلیکول وارد محیط می‌شود، به ویژه در فرودگاه‌ها، بعنوان عامل یخ زدا برای باند فرودگاه‌ها و بالهای هواپیما استفاده می‌شود. [۲۶] در حالی که دوزهای بسیار ناچیز و برخورد مزمن اتیلن گلیکول هیچ سمیت ندارد، در دوزهای نزدیک کشنده (۱۰۰۰ میلی‌گرم در کیلوگرم در روز) اتیلن گلیکول به عنوان یک تراتوژن عمل می‌کند. «بر اساس یک پایگاه اطلاعاتی نسبتاً گسترده، در تمام مواقع قرار گرفتن در معرض این مواد ناهنجاری‌های اسکلتی در موش ایجاد می‌شود.» این مولکول در فضای بیرونی مشاهده شده‌است.

## بخاطر داشته باشید
روپیلن گلیکول خالص طعم تلخ را نمی‌دهد و پروپیلن گلیکول خالص به عنوان یک افزودنی مواد غذایی به عنوان مثال در آجیل کیک و خرد شده خرمالو استفاده می‌شود. پروپیلن گلیکول درجه صنعتی به‌طور معمول دارای طعم تلخ یا تلخ به دلیل ناخالصی است. برای کسب اطلاعات بیشتر به مقاله‌ای دربارهٔ پروپیلن گلیکول مراجعه کنید. شیرین بودن نسبی اتیلن گلیکول و پروپیلن گلیکول در شاخص Merck مورد بحث قرار گرفته‌است، و هیچ ترکیب به عنوان تلخ توصیف نشده‌است.
- پلی‌اتیلن گلیکول
- ترکیب شیمیایی
- نام‌گذاری اتحادیه بین‌المللی شیمی محض و کاربردی

## References[edit source]
1. ^ Jump up to: a b c d e f
2. Jump up ^
3. ^ Jump up to: a b c d
4. Jump up ^ Scott D. Barnicki "Synthetic Organic Chemicals" in Handbook of Industrial issen and C. J. Elsevier, Ruthenium catalyzed hydrogenation of dimethyl oxalate to ethylene glycol, J. Chem. Soc. , Chem. Commun. , 1997, 667–668), DOI:10.1039/A700862G.
5. Jump up ^ S. Zhang et al. , Highly-Dispersed Copper-Based Catalysts from Cu–Zn–Al Layered Double Hydroxide Precursor for Gas-Phase Hydrogenation of Dimethyl Oxalate to Ethylene Glycol, Catalysis Letters, Sept. 2012, 142 (9), 1121–1127, DOI:10.1007/s10562-012-0871-8.
6. Jump up ^ http://www.icis.com/resources/news/2012/01/30/9527520/china-s-coal-based-chemicals-are-a-trade-off/.
7. Jump up ^ https://books.google.com/books?id=EPCeBgAAQBAJ&pg=PA15&lpg=PA15&dq=meg+china+synthesis+gas&source=bl&ots=EK1o_pLzZw&sig=-UWX8960EpSnxLf5Sar781tVfUo&hl=de&sa=X&ved=0ahUKEwiigqHiv-DSAhXMbRQKHffeD1YQ6AEIYTAJ#v=onepage&q=meg%20china%20synthesis%20gas&f=false.
8. Jump up ^
9. Jump up ^
10. Jump up ^
11. Jump up ^
12. Jump up ^ Wurtz (1856), page 200: "… je propose de le nommer glycol, parce qu'il se rapproche à la fois, par ses propriétés, de l'alcool proprement dit et de la glycérin, entre lesquels il se trouve placé." (… I propose to call it glycol because, by its properties, it is simultaneously close to [ethyl] alcohol properly called and glycerin, between which it is placed.)
13. Jump up ^ Ad. Wurtz (1859) "Synthèse du glycol avec l'oxyde d'éthylène et l'eau"(Synthesis of glycol from ethylene oxide and water), Comptes rendus, 49: 813–815.
14. Jump up ^
15. Jump up ^
16. Jump up ^
17. Jump up ^
18. Jump up ^ Ethylene glycol. National Institute for Occupational Safety and Health. Emergency Response Database. August 22, 2008. Retrieved December 31, 2008.
19. Jump up ^ Ethylene Glycol Toxicity at eMedicine
20. Jump up ^
21. Jump up ^
22. Jump up ^
23. Jump up ^
24. Jump up ^ (CDC ToxFAQs).
25. Jump up ^
26. Jump up ^ J. M. Hollis; F. J. Lovas; P. R. Jewell; L. H. Coudert (2002-05-20). "Interstellar Antifreeze: Ethylene Glycol". The Astrophysical Journal. 571 (1): L59–L62.
27. «IUPAC GOLD BOOK». دریافت‌شده در ۱۸ مارس ۲۰۱۲.

ترجمه طرز ساخت و موارد استفاده از http://sv.wikipedia.org/wiki/Etandiol